# プッチモニ
プッチモニ（Petitmoni）は、ハロー!プロジェクトに所属する女性歌手グループ、女性アイドルユニット。モーニング娘。からの2番目の「グループ内ユニット」として結成された。
この項では、『チャンプル①〜ハッピーマリッジソングカバー集〜』発売を機に結成されたプッチモニVについても記述する。

## メンバー

### 第1期
- 保田圭
- 市井紗耶香
- 後藤真希

### 第2期
- 保田圭
- 後藤真希
- 吉澤ひとみ

### 第3期
- 吉澤ひとみ
- 小川麻琴
- アヤカ

## 略歴
1999年
- 10月3日、『ASAYAN』においてつんく♂の口からに新ユニットの結成が語られる。モーニング娘。のメンバー、保田圭、市井紗耶香、後藤真希によって結成[1]。
- 10月4日、ユニット名未定のまま、市井紗耶香、保田圭、後藤真希の3人によるラジオ番組『モー娘。ダイバー!』が放送開始される。
- 10月10日、『ASAYAN』内において、ユニットのリーダーは置かないこととする。（しかし、歌番組等では市井紗耶香が場を仕切り、後の『ASAYAN』ホームページ内では「リーダー的存在」とされている[2]。）
- 10月17日、『ASAYAN』内において、新ユニット名の候補を「プチモニ」、「コンモニ」、「ヤンモニ」の3つに絞られたことが発表される[3]。
- 10月24日、『ASAYAN』内において、新ユニット名を「プチモニ」に「ッ」をつけた「プッチモニ」に決定[4]。
- 10月31日、『ASAYAN』内において、デビュー曲「ちょこっとLOVE」のタイトルを発表[5]。
- 11月25日、デビュー曲「ちょこっとLOVE」リリース。同曲は2週連続オリコン1位を獲得[6]。2000年2月7日にミリオンセラーとなる。2000年2月14日にカラオケランキング1位を獲得し、モーニング娘。「LOVEマシーン」の15週連続1位の記録を止める。
この記録は女性三人組ユニットの売り上げ日本新記録を達成し、今でもその記録は破られていない。

2000年
- 5月21日、市井がモーニング娘。及びプッチモニを卒業。
- 6月26日、吉澤ひとみが加入。
- 7月26日、「青春時代1.2.3!/バイセコー大成功!」をリリース。オリコン1位を獲得。

2002年
- 7月、保田、後藤の卒業と、小川麻琴、アヤカ（ココナッツ娘。）の加入が発表される。
- 9月、新曲を同年10月にリリースすると発表されるが、その後数回に渡って延期され、最終的にリリースそのものが取り止めになる。
- 9月23日、保田、後藤が卒業。

2003年
- 1月、その新曲である「WOW WOW WOW」をハロー!プロジェクトのコンサートで初披露。
- 3月 - 5月、モーニング娘。のコンサートで同曲を披露。
- 12月17日、長らくCD未収録であった「WOW WOW WOW」が、アルバム『プッチベスト4』に収録される。（編曲:鈴木Daichi秀行）
以降、新曲のリリースは行われていない。

2006年
- 1月28日・29日に開催されたハロー!プロジェクトのコンサート『Hello! Project 2006 Winter 〜全員集GO!〜』において「BABY!恋にKNOCK OUT!」をその時点でハロー!プロジェクトに所属する新旧全メンバー（保田・後藤・吉澤・小川・アヤカ）で披露した。

2007年
- 夏に行われた『Hello! Project 2007 Summer 10th アニバーサリー大感謝祭〜ハロ☆プロ夏祭り〜』で「BABY!恋にKNOCK OUT!」を吉澤・アヤカ・里田の3名で披露した。

2008年
- 1月5日から19日に開催された『Hello! Project 2008 Winter 〜かしまし エルダークラブ〜』において「WOW WOW WOW」を保田・吉澤・アヤカの3名で披露した。
- 4月30日、アヤカがハロー!プロジェクトを卒業。5月1日に所属事務所を移籍したことにより、事実上プッチモニからも卒業となった。

2009年
- 1月31日・2月1日に行われた『Hello! Project 2009 Winter 決定! ハロ☆プロ アワード'09 〜エルダークラブ卒業記念スペシャル〜』においてその時点ハロー!プロジェクトに在籍する全メンバー（保田圭・吉澤ひとみ・小川麻琴）によって「BABY! 恋に KNOCK OUT!」が歌われた。
- 3月31日、エルダークラブ全メンバーのハロー!プロジェクトからの卒業に伴いハロー!プロジェクトに在籍するメンバーがいなくなった。
- 4月、ハロー!プロジェクトの公式サイトのリニューアルに伴いアーティストリストからプッチモニのプロフィールへのリンクが消滅した（プロフィール自体は存続）。
- 4月中旬、ハロー!プロジェクトの公式サイトから詳細なプロフィールが消滅した。

2012年
- 3月10日に行われた「ドリームモーニング娘。スペシャルLIVE 2012 日本武道館 〜第一章 終幕『勇者タチ、集合セョ』」において保田圭・吉澤ひとみとサプライズゲストの後藤真希の第2期メンバーにより一夜限りの復活（小川麻琴は不参加）。「ちょこっとLOVE」「BABY! 恋にKNOCK OUT!」がメドレーで歌われた。

2023年
- 9月10日、Hello! Project 25th ANNIVERSARY CONCERT『ALL FOR ONE & ONE FOR ALL!』ACT Iにて保田圭・市井紗耶香・宮本佳林の3人で「ちょこっとLOVE」を披露した。(宮本の出演はシークレットだった)
- 11月15日、テレ東60祭！ミュージックフェスティバル2023～一生聞きたい！昭和・平成・令和ヒット曲100連発～にて保田圭・市井紗耶香・宮本佳林の3人で「ちょこっとLOVE」を披露した。

2025年
- 3月28日、過去にリリースした全楽曲を翌29日より各サブスクリプション型（定額制）音楽ストリーミングサービスで配信開始することを発表[7]。

## 作品

### シングル
1. ちょこっとLOVE（1999年11月25日）
2. 青春時代1.2.3!/バイセコー大成功!（2000年7月26日）
3. BABY! 恋にKNOCK OUT!（2001年2月28日）
4. ぴったりしたいX'mas!（2001年11月14日）

### アルバム
1. ぜんぶ! プッチモニ（2002年8月21日）
2. プッチモニ/タンポポ メガベスト（2008年12月10日）

### コンピレーションアルバム
1. プッチベスト 〜黄青あか〜（2000年4月26日）『ちょこっとLOVE』を収録。
2. Together! -タンポポ・プッチ・ミニ・ゆうこ-（2001年4月18日）『青春時代1.2.3!/バイセコー大成功!』以降の楽曲、『ちょこっとLOVE 2001 Version』を収録。
3. プッチベスト2 〜三・7・10〜（2001年12月19日）『ぴったりしたいX'mas!』を収録
4. プッチベスト3（2002年12月18日）『ちょこっとLOVE 2003 Version』を収録。
5. プッチベスト4（2003年12月17日）『WOW WOW WOW』を収録。

### DVD/VHS
1. ザ・ビデオ ちょこっとLOVE（2000年1月19日）
2. ザ★プチモビクス（2001年8月8日）
3. プッチモニ シングルVクリップス1（2004年6月16日）

## 書籍

### 写真集
- プッチモニPhoto Book （2001年5月10日 ワニブックス） ISBN 978-4847026560

## 出演

### ラジオ
- モー娘。ダイバー! （1999年10月4日-18日、毎週月曜日23：25～23：55）TOKYO FM

※プッチモニダイバー!の前身であるが、番組開始当初プッチモニが公表されていなかった為、このタイトルでの放送となっている。
- プッチモニダイバー! （1999年10月25日-2000年12月、毎週月曜日23：25～23：55 TOKYO FM）
- プッチモニダイバーV3 （2001年1月8日-2001年9月26日、週3回（月火水）放送 TOKYO FM）

## プッチモニV

### メンバー
- 中島早貴（℃-ute）
- 萩原舞（同上）
- 真野恵里菜

### 略歴
2009年
- 6月16日、つんく♂が自身のブログで7月15日発売のカバーアルバム『チャンプル①〜ハッピーマリッジソングカバー集〜』に合わせて結成を発表。なお「2009年夏のハロプロコンサートでは、オリジナル曲を引っさげて登場」とも発表された[8]。
- 7月15日、プッチモニVが『チャンプル①〜ハッピーマリッジソングカバー集〜』に「君がいるだけで」のカバーで参加。メンバーが判明する。
- 7月19日-8月9日、ハロー!プロジェクトのコンサートツアー『Hello! Project 2009 SUMMER 革命元年 〜Hello! チャンプル〜』で、オリジナル曲「ピラッ!乙女の願い」を披露。
- 12月2日、『プッチベスト10』発売。「ピラッ!乙女の願い」が収録された。

2010年
- 1月5日-24日、ハロー!プロジェクトのコンサートツアー『Hello! Project 2010 WINTER 歌超風月 〜シャッフルデート〜』に出演。「ピラッ!乙女の願い」、「ちょこっとLOVE」を披露した。
- 7月18日-8月8日、ハロー!プロジェクトのコンサートツアー『Hello! Project 2010 SUMMER 〜ファンコラ!〜』に出演。「BABY! 恋にKNOCK OUT!」（名古屋夜公演）、「ピラッ!乙女の願い」（渋谷昼公演）を披露した。

2011年
- 1月2日-23日、ハロー!プロジェクトのコンサートツアー『Hello! Project 2011 WINTER 〜歓迎新鮮まつり〜』に出演。「浮気なハニーパイ」（A-1公演）、「WOW WOW WOW」（A-2公演）を披露した。

2013年
- 2月23日、真野恵里菜がハロー!プロジェクトを卒業。

2017年
- 6月12日、℃-ute解散、中島早貴はハロー!プロジェクトを卒業、萩原舞は同日をもって芸能界引退。